# Agglomération de Montréal
Ne doit pas être confondu avec Montréal, Montréal (région administrative) ou Région métropolitaine de Montréal.
L'agglomération de Montréal est une instance politique municipale formée des élus de la ville de Montréal et des élus des 15 autres municipalités de l'île de Montréal. Elle est dirigée par un conseil d'agglomération.
Le territoire de l'agglomération comprend l'entièreté de l'île de Montréal, de l'île Bizard et quelques autres petites îles. L'agglomération couvre donc le même territoire que la région administrative de Montréal. L'agglomération ne doit pas être confondue avec la Communauté métropolitaine de Montréal qui, quant à elle, inclut l'agglomération de Montréal et toutes les autres municipalités et MRC de l'aire métropolitaine montréalaise (la ville de Laval, la Rive-Nord et la Rive-Sud).
En 2021, la population de l'agglomération est de 2 004 265 personnes.

## Historique

### Fusion et reconstitutions

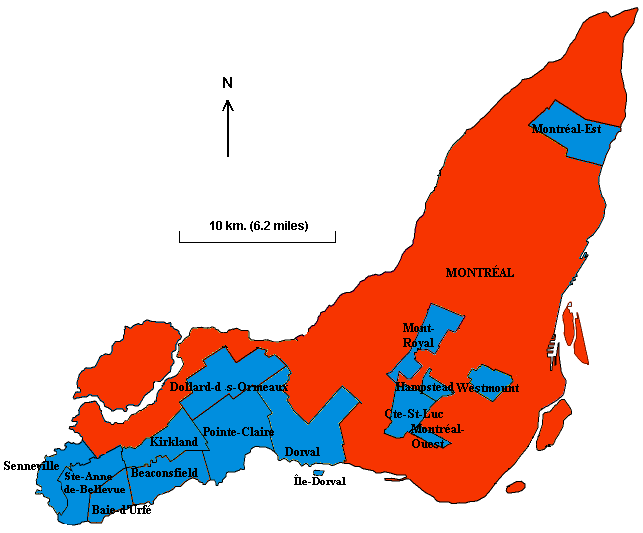
L'agglomération de Montréal constitué de la ville de Montréal (en rouge) et des 15 autres municipalités (en bleu).

Avant le 1er janvier 2002, l’ensemble des municipalités situées sur l’île de Montréal, ainsi que quelques autres îles limitrophes étaient regroupés au sein de la Communauté urbaine de Montréal. À cette date, une loi du gouvernement du Québec entre toutefois en vigueur afin de fusionner l'ensemble de ses municipalités avec la ville de Montréal.
Vingt-sept villes ont ainsi été intégrées à la ville de Montréal, et ce, non sans protestations de certains citoyens, provenant particulièrement des villes de l'Ouest-de-l’Île.
Après l’élection d’un gouvernement libéral en 2003, un référendum portant sur la reconstitution de ces municipalités s'est tenu. Sur les 27 municipalités fusionnées en 2002, 15 ont voté pour redevenir des municipalités autonomes.
La reconstitution leur est accordée le 1er janvier 2006, sans toutefois leur remettre tous les pouvoirs qu'elles avaient à l'origine. Le concept d'agglomération est créé au Québec, et ce, afin de gérer certains services de compétence générale (ex. : police, pompiers, eau, développement économique, transport en commun), tandis que les villes composant l'agglomération sont responsables de gérer les compétences de proximité (loisirs, travaux publics, urbanisme, etc.).

## Fonctionnement
L'agglomération de Montréal est dirigée par le conseil d'agglomération. Le conseil est composé du maire de Montréal, de 15 élus du conseil municipal de Montréal et de 15 représentants des villes de la banlieue de Montréal . Les 15 sièges des villes de la banlieue sont divisés à raison d'un siège par ville, sauf Dorval et L'Île-Dorval qui partage un seul représentant et Dollard-des-Ormeaux qui a deux représentants en raison de sa taille. Le président de l'agglomération est le maire de Montréal.
Les votes des représentants au conseil d'agglomération sont en proportion de la population de leur ville. Ainsi, la ville de Montréal possède la majorité des voix au conseil, car elle représente 87 % de la population de l'agglomération.
Les séances du conseil sont publiques. Chaque séance comprend une période au cours de laquelle les personnes présentes peuvent poser des questions orales aux membres du conseil.

## Pouvoirs
La Loi sur l'exercice de certaines compétences municipales dans certaines agglomérations donne à l'agglomération de Montréal des pouvoirs relatifs aux services communs touchant toute la population de l'agglomération tels que :
- Le transport en commun (voir : Société de transport de Montréal) ;
- La police (voir : Service de police de la ville de Montréal) ;
- L'évaluation municipale ;
- Le logement social et l'aide destinée spécifiquement aux sans-abri ;
- La prévention des incendies (voir: Service de sécurité incendie de Montréal) ;
- La production d'eau potable ;
- L'alimentation en eau et l'assainissement des eaux ;
- La gestion du réseau routier artériel ;
- La cour municipale.

Tous les contribuables de l'agglomération, peu importe la municipalité où ils habitent, sont appelés à verser une taxe commune pour tous les services communs placés sous l'autorité du conseil d'agglomération.

## Municipalités de l'agglomération
L'agglomération de Montréal compte 16 municipalités, soit 15 villes et une municipalité de village.
| Nom                     | Statut                  | Population 2021 | Superficie (km2) | Densité (h/km2) |
| ----------------------- | ----------------------- | --------------- | ---------------- | --------------- |
| Baie-D'Urfé             | Ville                   | 3 764           | 8                | 470,5           |
| Beaconsfield            | Ville                   | 19 277          | 24,5             | 786,82          |
| Côte-Saint-Luc          | Ville                   | 34 504          | 6,95             | 4 964,6         |
| Dollard-des-Ormeaux     | Ville                   | 48 403          | 15,1             | 3 205,5         |
| Dorval                  | Ville                   | 19 302          | 29,1             | 663,3           |
| Hampstead               | Ville                   | 7 037           | 1,8              | 3 909,44        |
| Kirkland                | Ville                   | 19 413          | 9,6              | 2 022,19        |
| L'Île-Dorval            | Ville                   | 10              | 0,2              | 50              |
| Mont-Royal              | Ville                   | 20 953          | 7,46             | 2 808,71        |
| Montréal                | Ville                   | 1,8 M           | 498              | 3 540,06        |
| Montréal-Est            | Ville                   | 4 394           | 14               | 313,86          |
| Montréal-Ouest          | Ville                   | 5 115           | 1,4              | 3 653,57        |
| Pointe-Claire           | Ville                   | 33 488          | 34,7             | 965,07          |
| Sainte-Anne-de-Bellevue | Ville                   | 5 027           | 11,2             | 448,84          |
| Senneville              | Municipalité de village | 951             | 18,6             | 51,13           |
| Westmount               | Ville                   | 19 658          | 4                | 4 914,5         |
| Total                   | Total                   | 2 M             | 684,61           | 2 927,6         |